# Classement du championnat du monde des pilotes de Formule 1 de 2010 à 2019
Liste, par année, des pilotes de Formule 1 classés parmi les dix premiers du championnat du monde.

## 2010
| Classement | Pilotes            | Pays        | Écuries           | Points inscrits |
| ---------- | ------------------ | ----------- | ----------------- | --------------- |
| 1er        | Sebastian Vettel   | Allemagne   | Red Bull-Renault  | 256             |
| 2e         | Fernando Alonso    | Espagne     | Ferrari           | 252             |
| 3e         | Mark Webber        | Australie   | Red Bull-Renault  | 242             |
| 4e         | Lewis Hamilton     | Royaume-Uni | McLaren-Mercedes  | 240             |
| 5e         | Jenson Button      | Royaume-Uni | McLaren-Mercedes  | 214             |
| 6e         | Felipe Massa       | Brésil      | Ferrari           | 144             |
| 7e         | Nico Rosberg       | Allemagne   | Mercedes          | 142             |
| 8e         | Robert Kubica      | Pologne     | Renault           | 136             |
| 9e         | Michael Schumacher | Allemagne   | Mercedes          | 72              |
| 10e        | Rubens Barrichello | Brésil      | Williams-Cosworth | 47              |

## 2011
| Classement | Pilotes            | Pays        | Écuries              | Points inscrits |
| ---------- | ------------------ | ----------- | -------------------- | --------------- |
| 1er        | Sebastian Vettel   | Allemagne   | Red Bull-Renault     | 392             |
| 2e         | Jenson Button      | Royaume-Uni | McLaren-Mercedes     | 270             |
| 3e         | Mark Webber        | Australie   | Red Bull-Renault     | 258             |
| 4e         | Fernando Alonso    | Espagne     | Ferrari              | 257             |
| 5e         | Lewis Hamilton     | Royaume-Uni | McLaren-Mercedes     | 227             |
| 6e         | Felipe Massa       | Brésil      | Ferrari              | 118             |
| 7e         | Nico Rosberg       | Allemagne   | Mercedes             | 89              |
| 8e         | Michael Schumacher | Allemagne   | Mercedes             | 76              |
| 9e         | Adrian Sutil       | Allemagne   | Force India-Mercedes | 42              |
| 10e        | Vitaly Petrov      | Russie      | Renault              | 37              |

## 2012
| Classement | Pilotes          | Pays        | Écuries          | Points inscrits |
| ---------- | ---------------- | ----------- | ---------------- | --------------- |
| 1er        | Sebastian Vettel | Allemagne   | Red Bull-Renault | 281             |
| 2e         | Fernando Alonso  | Espagne     | Ferrari          | 278             |
| 3e         | Kimi Räikkönen   | Finlande    | Lotus-Renault    | 207             |
| 4e         | Lewis Hamilton   | Royaume-Uni | McLaren-Mercedes | 190             |
| 5e         | Jenson Button    | Royaume-Uni | McLaren-Mercedes | 188             |
| 6e         | Mark Webber      | Australie   | Red Bull-Renault | 179             |
| 7e         | Felipe Massa     | Brésil      | Ferrari          | 122             |
| 8e         | Romain Grosjean  | France      | Lotus-Renault    | 96              |
| 9e         | Nico Rosberg     | Allemagne   | Mercedes         | 93              |
| 10e        | Sergio Pérez     | Mexique     | Sauber-Ferrari   | 66              |

## 2013
| Classement | Pilotes          | Pays        | Écuries          | Points inscrits |
| ---------- | ---------------- | ----------- | ---------------- | --------------- |
| 1er        | Sebastian Vettel | Allemagne   | Red Bull-Renault | 397             |
| 2e         | Fernando Alonso  | Espagne     | Ferrari          | 242             |
| 3e         | Mark Webber      | Australie   | Red Bull-Renault | 199             |
| 4e         | Lewis Hamilton   | Royaume-Uni | Mercedes         | 189             |
| 5e         | Kimi Räikkönen   | Finlande    | Lotus-Renault    | 183             |
| 6e         | Nico Rosberg     | Allemagne   | Mercedes         | 171             |
| 7e         | Romain Grosjean  | France      | Lotus-Renault    | 132             |
| 8e         | Felipe Massa     | Bresil      | Ferrari          | 112             |
| 9e         | Jenson Button    | Royaume-Uni | McLaren-Mercedes | 72              |
| 10e        | Nico Hülkenberg  | Allemagne   | Sauber-Ferrari   | 51              |

## 2014
| Classement | Pilotes          | Pays        | Écuries              | Points inscrits |
| ---------- | ---------------- | ----------- | -------------------- | --------------- |
| Champion   | Lewis Hamilton   | Royaume-Uni | Mercedes             | 384             |
| 2          | Nico Rosberg     | Allemagne   | Mercedes             | 317             |
| 3          | Daniel Ricciardo | Australie   | Red Bull-Renault     | 238             |
| 4          | Valtteri Bottas  | Finlande    | Williams-Mercedes    | 186             |
| 5          | Sebastian Vettel | Allemagne   | Red Bull-Renault     | 167             |
| 6          | Fernando Alonso  | Espagne     | Ferrari              | 161             |
| 7          | Felipe Massa     | Bresil      | Williams-Mercedes    | 134             |
| 8          | Jenson Button    | Royaume-Uni | McLaren-Mercedes     | 126             |
| 9          | Nico Hülkenberg  | Allemagne   | Force India-Mercedes | 96              |
| 10         | Sergio Pérez     | Mexique     | Force India-Mercedes | 59              |

## 2015
| Classement | Pilotes          | Pays        | Écuries              | Points inscrits |
| ---------- | ---------------- | ----------- | -------------------- | --------------- |
| Champion   | Lewis Hamilton   | Royaume-Uni | Mercedes             | 381             |
| 2          | Nico Rosberg     | Allemagne   | Mercedes             | 322             |
| 3          | Sebastian Vettel | Allemagne   | Ferrari              | 278             |
| 4          | Kimi Räikkönen   | Finlande    | Ferrari              | 150             |
| 5          | Valtteri Bottas  | Finlande    | Williams-Mercedes    | 136             |
| 6          | Felipe Massa     | Bresil      | Williams-Mercedes    | 121             |
| 7          | Daniil Kvyat     | Russie      | Red Bull-Renault     | 95              |
| 8          | Daniel Ricciardo | Australie   | Red Bull-Renault     | 92              |
| 9          | Sergio Pérez     | Mexique     | Force India-Mercedes | 78              |
| 10         | Nico Hülkenberg  | Allemagne   | Force India-Mercedes | 58              |

## 2016
| Classement | Pilotes          | Pays            | Écuries                               | Points inscrits |
| ---------- | ---------------- | --------------- | ------------------------------------- | --------------- |
| Champion   | Nico Rosberg     | Allemagne       | Mercedes                              | 385             |
| 2          | Lewis Hamilton   | Grande-Bretagne | Mercedes                              | 380             |
| 3          | Daniel Ricciardo | Australie       | Red Bull-TAG Heuer                    | 256             |
| 4          | Sebastian Vettel | Allemagne       | Ferrari                               | 212             |
| 5          | Max Verstappen   | Pays-Bas        | Red Bull-TAG Heuer/Toro Rosso-Ferrari | 204             |
| 6          | Kimi Räikkönen   | Finlande        | Ferrari                               | 186             |
| 7          | Sergio Pérez     | Mexique         | Force India-Mercedes                  | 101             |
| 8          | Valtteri Bottas  | Finlande        | Williams-Mercedes                     | 85              |
| 9          | Nico Hülkenberg  | Allemagne       | Force India-Mercedes                  | 72              |
| 10         | Fernando Alonso  | Espagne         | McLaren-Honda                         | 54              |

## 2017
| Classement | Pilotes          | Pays        | Écuries                      | Points inscrits |
| ---------- | ---------------- | ----------- | ---------------------------- | --------------- |
| Champion   | Lewis Hamilton   | Royaume-Uni | Mercedes                     | 363             |
| 2          | Sebastian Vettel | Allemagne   | Ferrari                      | 317             |
| 3          | Valtteri Bottas  | Finlande    | Mercedes                     | 305             |
| 4          | Kimi Räikkönen   | Finlande    | Ferrari                      | 205             |
| 5          | Daniel Ricciardo | Australie   | Red Bull-TAG Heuer           | 200             |
| 6          | Max Verstappen   | Pays-Bas    | Red Bull-TAG Heuer           | 168             |
| 7          | Sergio Pérez     | Mexique     | Force India-Mercedes         | 100             |
| 8          | Esteban Ocon     | France      | Force India-Mercedes         | 87              |
| 9          | Carlos Sainz Jr. | Espagne     | Toro Rosso-Renault / Renault | 54              |
| 10         | Nico Hülkenberg  | Allemagne   | Renault                      | 43              |

## 2018
| Classement | Pilotes          | Pays        | Écuries              | Points inscrits |
| ---------- | ---------------- | ----------- | -------------------- | --------------- |
| Champion   | Lewis Hamilton   | Royaume-Uni | Mercedes             | 408             |
| 2          | Sebastian Vettel | Allemagne   | Ferrari              | 320             |
| 3          | Kimi Räikkönen   | Finlande    | Ferrari              | 251             |
| 4          | Max Verstappen   | Pays-Bas    | Red Bull-TAG Heuer   | 249             |
| 5          | Valtteri Bottas  | Finlande    | Mercedes             | 247             |
| 6          | Daniel Ricciardo | Australie   | Red Bull-TAG Heuer   | 170             |
| 7          | Nico Hülkenberg  | Allemagne   | Renault              | 69              |
| 8          | Sergio Pérez     | Mexique     | Force India-Mercedes | 62              |
| 9          | Kevin Magnussen  | Danemark    | Haas-Ferrari         | 56              |
| 10         | Carlos Sainz Jr. | Espagne     | Renault              | 53              |

## 2019
| Classement | Pilotes          | Pays        | Écuries                           | Points inscrits |
| ---------- | ---------------- | ----------- | --------------------------------- | --------------- |
| Champion   | Lewis Hamilton   | Royaume-Uni | Mercedes                          | 413             |
| 2          | Valtteri Bottas  | Finlande    | Mercedes                          | 326             |
| 3          | Max Verstappen   | Pays-Bas    | Red Bull-Honda                    | 278             |
| 4          | Charles Leclerc  | Monaco      | Ferrari                           | 264             |
| 5          | Sebastian Vettel | Allemagne   | Ferrari                           | 240             |
| 6          | Carlos Sainz Jr. | Espagne     | McLaren-Renault                   | 96              |
| 7          | Pierre Gasly     | France      | Toro Rosso-Honda / Red Bull-Honda | 95              |
| 8          | Alexander Albon  | Thaïlande   | Red Bull-Honda / Toro Rosso-Honda | 92              |
| 9          | Daniel Ricciardo | Australie   | Renault                           | 54              |
| 10         | Sergio Pérez     | Mexique     | Racing Point-Mercedes             | 52              |